# Hart of Dixie
Hart of Dixie är en amerikansk dramakomediserie som sändes i fyra säsonger på The CW mellan 26 september 2011 och 27 mars 2015. Serien skapades av Leila Gerstein och har Rachel Bilson i huvudrollen.
Serien följer Dr. Zoe Hart som är en målmedveten ung allmänläkare i Alabama som drömmer om en karriär som hjärtkirurg.

## Rollista i urval

### Huvudroller
- Rachel Bilson – Dr. Zoe Hart
- Jaime King – Lemon Breeland
- Cress Williams – Lavon Hayes
- Wilson Bethel – Wade Kinsella
- Tim Matheson – Dr. Bertram "Brick" Breeland
- Scott Porter – George Tucker
- Kaitlyn Black – Annabeth Nass

### Återkommande roller
- Claudia Lee – Magnolia Breeland
- McKaley Miller – Rose Hattenbarger
- Mircea Monroe – Tansy Truitt
- Ross Philips – Tom Long
- Mallory Moye – Wanda Long
- Josh Cooke – Joel Stephens
- Brandi Burkhardt – Crickett
- Carla Renata – Susie
- Reginald VelJohnson – Dash DeWitt
- Armelia McQueen – Shula Whitaker
- Travis Van Winkle – Jonah Breeland
- Golden Brooks – Ruby Jeffries
- Laura Bell Bundy – Shelby
- Lauren Bittner – Vivian Wilkes

### Övriga roller
- John Eric Bentley – Bill
- Matt Lowe – Meatball
- Steven M. Porter – Frank
- Peter Mackenzie – Reverend Peter Mayfair
- Christopher Curry – Earl Kinsella
- JoBeth Williams – Candice Hart
- John Marshall Jones – Wally Maynard
- Kim Robillard – Sal Nutter
- Amy Ferguson – Lily Anne Lonergan
- Karla Mosley – Elodie.
- McKayla Maroney – Tonya
- Dawn Didawick – Eugenia
- Antoinette Robertson – Lynly Hayes
- Mary Page Keller – Emily Chase
- Anne Ramsay – Aunt Winifred
- Kelen Coleman – Presley
- Wes Brown – Dr. Judson Lyons
- Eisa Davis – Addy Pickett
- Deborah S. Craig – Shelley Ng
- Nadine Velazquez – Didi Ruano
- Rich McDonald – Walt Blodgett
- Ann Cusack – Annie Hattenbarger
- Maree Cheatham – Bettie Breeland
- Mary Gross – Gammal dam
- Megan Ferguson – Daisy
- Nicolette Robinson – Tara Jane
- Lindsey Van Horn – Amy-Rose